# داماستوك
داماستوك (بالإنجليزية: Dammastock)‏ هو أحد جبال سلسلة جبال الألب أوري ويقع في كانتون أوري/كانتون فاليز في سويسرا. يحتل المرتبة رقم 55 في قائمة جبال سويسرا من حيث الارتفاع، إذ يبلغ ارتفاعه حوالي 3630 متر، بينما يبلغ ارتفاع نتوء الجبل 1466 متر، هذا وقد سجل أول وصول لقمة الجبل عام 1864.